# Syväjärvi (sjö i Finland, Lappland, lat 66,82, long 25,15)
Syväjärvi är en sjö i Finland. Den ligger i kommunen Rovaniemi i landskapet Lappland, i den norra delen av landet, 700 km norr om huvudstaden Helsingfors. Syväjärvi ligger 202,5 meter över havet. Arean är 36,2 hektar och strandlinjen är 3,84 kilometer lång. Sjön  ingår i Kemi älvs huvudavrinningsområde. 